# 鹿豹座BD
鹿豹座BD，又名BD+62 597，HD 22649、SAO 12874、HR 1105，是鹿豹座的一颗恒星，视星等为5.1，位于銀經140.84，銀緯6.44，其B1900.0坐标为赤經3h 33m 28.3s，赤緯+62° 6.44′ 33″。